# Club omnisports de Korhogo
Maillots
Actualités
Le Club omnisports de Korhogo est un club de football ivoirien basé en 1986 à Korhogo, dans le Nord de la Côte d'Ivoire.
Domicilié a la marine d'abobodoumé yopougon, le club évolue actuellement en ligue 1 ivoirienne.